# Fundulus lima
Fundulus lima är en fiskart som beskrevs av Vaillant, 1894. Fundulus lima ingår i släktet Fundulus och familjen Fundulidae. IUCN kategoriserar arten globalt som livskraftig. Inga underarter finns listade i Catalogue of Life.